# أبو محمد الرشاطي
أبو محمد الرشاطي، هو أبو محمد عبد الله بن علي اللخمي المعروف بالرشاطي الأندلسي، الشيخ الحافظ العالم بأسماء الرجال والرواة الفقيه النسابة، من المؤرخين الأندلسيين السابقين.

## حياته
ولد الرشاطي في أُورِيُولَة سنة 465 هـ، وتوفي في الأندلس سنة 542هـ، 1147م، واسمه الرشاطي هو أبو محمد عبد الله بن علي بن عبد الله بن علي بن خلف بن أحمد بن عمر اللخمي المري الأندلسي الرشاطي.
عندما كان في السادسة من عمره، انتقلت عائلة الرشاطي إلى ألميريا حيث أكمل تعليمه وبدأ مهنة التدريس. أخذ الحديث عن أبي علي الغساني وأبي علي الصدفي. كما درس علم الرجال، والتلاوة، والفقه، والأدب والأنساب.
عاصر سقوط ألمرية في يد المرابطين عام 1091م، وتوفي عندما سقطت في يد قشتالة عام 1147م.
من بين تلاميذ الرشاطي البارزين ابن بشكوال، ابن حبيش، ابن خير، ابن مداع، وابن قرقول.

## كتبه
كتاب اقتباس الأنوار، وأثنى عليه ابن كثير. كان الكتاب في الأصل مكونًا من خمسة أجزاء، ولم يبق منه سوى الأجزاء، الأول والثالث والخامس كاملة في المخطوطات موجودة  الآن في تونس.
كتاب الإعلام، المختلف والمبطل للدار قطني من الأوهام والرد على انتقادات عبد الحق بن عطية.